# Benita Steinmann
Benita Steinmann (* 7. April 1940; † 3. Dezember 1996 in Berlin) war eine deutsche Puppenspielerin.

## Leben
Berühmt wurde Benita Steinmann mit der von ihr animierten Figur des Herrn Uli von Bödefeld aus der Sesamstraße, dem sie auch seine unverwechselbare „impertinentarrogantnäselndeundgeradebeleidigtseiende“ Hochadelsstimme verlieh.
Gemeinsam mit ihrem Mann, dem 2004 verstorbenen Puppenspieler Peter K. Steinmann,
gründete sie 1964 in Berlin die bühne - Literarisches Figurentheater Steinmann,
das bis 1984 seinen Sitz im Haus der Urania hatte. Lange Zeit war es das einzige stationäre Figurentheater im Westteil Berlins.
Die Steinmanns spielten, improvisierten und experimentierten vor allem mit der Handpuppe als Theaterfigur für Kinder und Erwachsene, verbanden sowohl im Kinderstück als auch im Abendspiel verschiedene Spieltechniken und Figurenarten miteinander und entwickelten das offene Spiel vor der Bühne – bis hin zum völligen Verzicht auf die herkömmliche Guckkasten- oder Paravantbühne. Sie prägten und entwickelten das Figurenspiel als Theaterform in der Bundesrepublik Deutschland zwischen 1960 und 1990 maßgeblich mit.
Für das Fernsehen spielte Benita Steinmann neben der Figur des Herrn von Bödefeld aus der Fabula-Filmpuppen-Werkstatt von Peter Röders eine Vielzahl von weiteren Puppenrollen.
So war sie z. B. die Friederike Friedmann im TV-Magazin Boulevard Deutschland.
Sie spielte im Gulp, in Das Hondebott und in Der kranke Realchenerzähler vom SDR mit, weiterhin in Der Held und in Der dritte Ton. In mehreren Serien der Westausgabe des Sandmännchens, wie z. B.  Wir sind drei von Gina Ruck-Pauquèt oder Die Wawuschels mit den grünen Haaren von Irina Korschunow, ließ sie die Figuren lebendig werden.
Sie arbeitete zudem als Autorin, Grafikerin und als Kostümbildnerin, sie inszenierte, führte Regie und gab in vielen Seminaren der Freien Bildungsstätte für Figurentheater in Idstedt ihr Wissen über Stimmfindung und -bildung für eine Theaterpuppe an die Kollegen weiter.
Auf der Bühne spielte sie in insgesamt 57 Inszenierungen.
Sie starb 1996 mit 56 Jahren in Berlin an einem Bronchialkarzinom.